# GOOD MORNING OKINAWA
『GOOD MORNING OKINAWA』（グッドモーニングオキナワ）はMONGOL800のアルバム。

## 収録曲
1. KAGIYADE-FUU
2. Love song
3. GOOD MORNING OKINAWA
4. Pork Tamago
5. Rise & Shine
6. Fatty Silver
7. Bougainbilly
8. カマドー小
9. 明日から印象派
10. タユタウタ
11. forget me not～勿忘草～
12. tomorrow
13. true hearts

- 1は琉球民謡をアレンジ
- 作詞/作曲(2～5、7、9～13):キヨサク
- 作詞/作曲(6、8):儀間崇
- 編曲:(1～13)MONGOL800

### Love song
この曲は元々NHKで放送中の大！天才てれびくん2011年度版でエンディングにてれび戦士らが歌うための楽曲提供として製作されたものである。天てれ版のCDもリリースされている。

### タユタウタ
この曲は元々加藤登紀子と上江洌清作とのタイアップ曲であった。